# D'You Know What I Mean?
«D'You Know What I Mean?» es una canción de la banda de rock inglesa Oasis. Fue el primer sencillo que se hizo para el álbum Be Here Now. En Reino Unido, fue número 1 de las listas. Esta canción fue escrita por Noel Gallagher.
A fines de lo 90, Oasis estaba en su momento más alto en cuanto a su fama y popularidad. A raíz de esto, el sencillo fue altamente anticipado. 
La canción incluye referencias a The Beatles en frases como: "The fool on the hill, and I feel fine" ambas canciones del cuarteto británico. También al estadounidense Bob Dylan y su álbum "Blood on the Tracks". 
La clave morse al comienzo de la canción traducidas, significan "Bugger All", "Pork Pies" y "Strawberry Fields Forever".

### Controversia conBe Here Now
Be Here Now, el album en el que Oasis presentó «D'You Know What I Mean?» presenta críticas mixtas, relacionadas tanto con el contenido de algunas de sus letras como con las circunstancias que rodearon su producción.
Aun así, una canción del lado B, el sencillo, "Stay Young", se ha convertido en una canción de Oasis bastante popular, tanto que los fanáticos de la banda la votaron para que salga en el álbum The Masterplan, que fue un disco recopilatorio de lados B grabado por la banda en el año 1998.

#### Lista de canciones deBe Here Now
Sencillo en CD (CRESCD 256), Casete Australia (6646428)

| N.º   | Título                                  | Duración |  |
| 1.    | «D'You Know What I Mean?» (Single Edit) | 7:22     |  |
| 2.    | «Stay Young»                            | 5:06     |  |
| 3.    | «Angel Child» (Demo)                    | 4:28     |  |
| 4.    | «Heroes»                                | 4:09     |  |
| 21:05 |                                         |          |  |

Vinilo de 12" (CRE 256T)

| N.º   | Título                    | Duración |  |
| 1.    | «D'You Know What I Mean?» | 7:42     |  |
| 2.    | «Stay Young»              | 5:05     |  |
| 3.    | «Angel Child» (Demo)      | 4:27     |  |
| 17:14 |                           |          |  |

Vinilo de 7" (CRE 256)

| N.º   | Título                              | Duración |  |
| 1.    | «D'You Know What I Mean?» (7" Edit) | 6:06     |  |
| 2.    | «Stay Young»                        | 5:06     |  |
| 11:11 |                                     |          |  |

Sencillo en CD Europa (HES 664642 1), Casete (CRECS 256)

| N.º   | Título                    | Duración |  |
| 1.    | «D'You Know What I Mean?» | 7:22     |  |
| 2.    | «Stay Young»              | 5:06     |  |
| 12:28 |                           |          |  |

Vinilo promocional de 12" (CTP 256), CD promocional Reino Unido (CCD 256X)

| N.º   | Título                    | Duración |  |
| 1.    | «D'You Know What I Mean?» | 7:42     |  |
| 2.    | «Heroes»                  | 4:09     |  |
| 11:51 |                           |          |  |

CD promocional (PRCD 97031)

| N.º  | Título                                 | Duración |  |
| 1.   | «D'You Know What I Mean?» (Radio Edit) | 6:08     |  |
| 6:08 |                                        |          |  |

CD promocional Estados Unidos (ESK 0979)

| N.º   | Título                                    | Duración |  |
| 1.    | «D'You Know What I Mean?» (Radio Edit)    | 6:06     |  |
| 2.    | «D'You Know What I Mean?» (Versión álbum) | 7:22     |  |
| 13:28 |                                           |          |  |

CD promocional Reino Unido 2016 (RKIDSCD86P)

| N.º   | Título                                                     | Duración |  |
| 1.    | «D'You Know What I Mean?» (NG's 2016 Rethink) (Radio Edit) | 4:50     |  |
| 2.    | «D'You Know What I Mean?» (NG's 2016 Full Length Version)  | 7:24     |  |
| 12:14 |                                                            |          |  |